# احمد مطهری اصل
احمد مطهری اصل (زادهٔ ۱۳۴۱) روحانی ایرانی است. وی پس از درگذشت سید محمدعلی آل‌هاشم امام جمعه تبریز در سانحه سقوط بالگرد در ورزقان در اردیبهشت ۱۴۰۳، از سوی سید علی خامنه‌ای، در تیر ۱۴۰۳ به نمایندگی ولی فقیه و امامت جمعه تبریز منصوب گردید. همچنین وی قبل از این سمت از سال ۱۳۹۶ تا ۱۴۰۱ مدیریت حوزه علمیه آذربایجان شرقی را بر عهده داشت.

## زندگی
احمد مطهری اصل در سال ۱۳۴۱ در تبریز زاده شد. او تحصیلات ابتدایی را در تبریز سپری کرد و برای فراگیری علوم دینی وارد حوزه علمیه تبریز شد و در حوزه‌های علمیه قم و مشهد مشغول به تحصیل شد. او از سال ۱۳۷۳ تا ۱۳۸۸ در درس خارج فقه سید علی خامنه‌ای شرکت کرد.
مطهری اصل در دوران جنگ ایران و عراق به عنوان روحانی بسیجی و از نیروهای لشکر عاشورا در جبهه‌ها حضور داشت و از مدافعان سوسنگرد و آزادسازی بستان بوده است.
مطهری تحصیلات خود را تا مقطع سطح چهار حوزوی گذراند و به مدت ۱۰ سال به عنوان استاد مدارس علوم دینی، ۲۰ سال به عنوان استاد دانشگاه و ۸ سال به عنوان امام جمعه موقت تبریز مشغول فعالیت بوده است. او همچنین ۲۲ سال در سازمان عقیدتی سیاسی ارتش جمهوری اسلامی ایران مشغول خدمت بود و پنج سال نیز در این سازمان مسئولیت معاونت پژوهشی را عهده‌دار بوده است. او از سال ۱۳۹۶ تا ۱۴۰۱ مدیریت حوزه علمیه آذربایجان شرقی را بر عهده داشت.